# دنیس کانر
دنیس کانر (انگلیسی: Dennis Conner؛ زادهٔ ۱۶ سپتامبر ۱۹۴۲) قایقران قایق بادبانی اهل ایالات متحده آمریکا است.